# 大李庄乡
大李庄乡，是中华人民共和国河南省周口市扶沟县下辖的一个乡镇级行政单位。

## 行政区划
大李庄乡下辖以下地区：
李庄村、河套村、七里河村、冯老村、沈家村、何家寨村、皂角树李村、任庄村、中营村、河沿村、刘庄村、邵口村、常岗村和潘庄村。